# Vacheron Constantin
Vacheron Constantin (рус. Вашеро́н Константэ) — швейцарский производитель часов. Данная марка часов считается одной из самых дорогих, престижных и традиционных марок.

## История
История Vacheron Constantin началась 17 сентября 1755 года. В нотариальной конторе мэтра Шуази молодой часовой мастер Жан-Марк Вашерон оформил договор о найме на работу подмастерья. Этот договор — первое упоминание об основателе престижной династии часовщиков и знаменует собой рождение одной из старейших существующих ныне часовых мануфактур. Продукция Вашерона довольно быстро завоевала популярность в среде аристократии Франции и Италии. Так, например, показательно, что жёны Наполеона (Жозефина и Мария Луиза) были его клиентами.
1819 год — ещё одна ключевая дата для марки Vacheron — к фирме присоединился бизнесмен Франсуа Константен, который за короткий срок сумел существенно улучшить дела компании. Именно в это время название марки пополнилось ещё одной фамилией.
В 1862 году Vacheron & Constantin стал членом ассоциации исследований антимагнитных материалов. В 1885 году компания создала первые антимагнитные часы на основе материалов, способных противостоять магнитным полям. При создании деталей этих часов использовались палладий, бронза и золото.
C 1877 года «Vacheron & Constantin, Fabricants, Geneve» стало официальным названием компании.
В 1887 году компания была реорганизована в акционерное общество. В том же году за свои достижения она была удостоена золотой медали на Швейцарской национальной выставке, проходившей в Женеве.
В 1906 году Vacheron & Constantin открыл свой первый магазин в Женеве.
Во время Великой депрессии компания оказалась в трудной ситуации, однако надежду в светлое будущее вдохнул новый управленец — Шарль Константен. Он стал главой компании в 1936 году, и это был первый случай с 1850-х, когда представитель семьи Константен получил должность президента Vacheron & Constantin.
В 1970 году из названия компании Vacheron & Constantin был убран амперсанд.
Компания Vacheron Constantin зарекомендовала себя как производитель одних из самых дорогих часов в мире. В 1979 году в результате 6000 часов работ часовых мастеров и 20 месяцев труда ювелиров были созданы часы Kallista, корпус и ремешок которых представляли собой соединенные невидимой конструкцией 118 крупных алмазов изумрудной огранки общим весом 127,34 карата. Кроме того, в отделке этих часов был использован 141 бриллиант традиционной круглой огранки. Часы Kallista обошлись анонимному клиенту в 5 млн $.
После смерти Жоржа Кеттера, главы компании, в 1987 году Vacheron Constantin переходил из рук в руки, но, несмотря на это, объём продаж увеличился, и сегодня компания производит около 20000 часов в год. В 1996 году компания была приобретена Richemont Group.